# Hum Ko Deewana Kar Gaye
Hum Ko Deewana Kar Gaye è un film del 2006 diretto da Raj Kanwar.